# Chinesische Mannschaftsmeisterschaft im Schach 2007
Die Chinesische Mannschaftsmeisterschaft im Schach 2007 (offizielle Bezeichnung: 2007 Torch Real Estate Chinese Chess League Division A) war die dritte Austragung dieses Wettbewerbes. Meister wurde Shandong Torch Real Estate, der den Titelverteidiger Beijing Patriots auf den zweiten Platz verwies. Aus der Division B aufgestiegen war Qingdao Haiyang Chemical Co., dieser musste direkt wieder absteigen.
Zu den gemeldeten Mannschaftskadern siehe Mannschaftskader der Chinesischen Mannschaftsmeisterschaft im Schach 2007.

## Modus
Die zehn Mannschaften bestritten ein doppeltes Rundenturnier. Über die Platzierungen entschied zunächst die Anzahl der Mannschaftspunkte (zwei Punkte für einen Sieg, ein Punkt für ein Unentschieden, kein Punkt für eine Niederlage), anschließend die Anzahl der Brettpunkte (ein Punkt für einen Sieg, ein halber Punkt für ein Remis, kein Punkt für eine Niederlage).

## Termine und Spielorte
Die Wettkämpfe fanden statt vom 24. bis 26. April, am 4., 20. und 26. Juni, 16. sowie vom 18. bis 21. Juli, am 14. August, 14. September, 16. Oktober, 6. sowie vom 13. bis 15. November. Die ersten drei Runden wurden in Jinan gespielt, die Runden 8 bis 11 in Zhuhai, die letzten drei in Peking, die übrigen dezentral bei den beteiligten Mannschaften.

## Saisonverlauf
Wie im Vorjahr lieferten sich der Titelverteidiger Beijing Patriots und Shandong Torch Real Estate ein Kopf-an-Kopf-Rennen um den Titel. Die Entscheidung fiel erst in der letzten Runde, in der Shandong Beijing knapp besiegte. Am Tabellenende lagen Wuxi Tiancheng Real Estate und Qingdao Haiyang Chemical Co. lange Zeit dicht zusammen, mit vier Unentschieden in den Runden 13 bis 16 konnte sich Wuxi allerdings entscheidend von Qingdao absetzen.

## Abschlusstabelle
| Pl. | Verein                           | Sp | G  | U | V  | MP    | Brett-P.  |
| --- | -------------------------------- | -- | -- | - | -- | ----- | --------- |
| 01. | Shandong Torch Real Estate       | 18 | 14 | 2 | 2  | 30:6  | 59,0:31,0 |
| 02. | Beijing Patriots (M)             | 18 | 12 | 4 | 2  | 28:8  | 55,0:35,0 |
| 03. | Shanghai Guan Sheng Yuan Intl    | 18 | 9  | 4 | 5  | 22:14 | 49,5:40,5 |
| 04. | Guangdong Jinze Weihan           | 18 | 8  | 6 | 4  | 22:14 | 47,0:43,0 |
| 05. | Tianjin Nankai University        | 18 | 6  | 7 | 5  | 19:17 | 45,0:45,0 |
| 06. | Chongqing Mobile                 | 18 | 7  | 4 | 7  | 18:18 | 45,5:44,5 |
| 07. | Jiangsu Netcom                   | 18 | 7  | 1 | 10 | 15:21 | 47,0:43,0 |
| 08. | Hebei Tianwei School             | 18 | 5  | 5 | 8  | 15:21 | 40,5:49,5 |
| 09. | Wuxi Tiancheng Real Estate       | 18 | 1  | 5 | 12 | 7:29  | 30,0:60,0 |
| 10. | Qingdao Haiyang Chemical Co. (N) | 18 | 1  | 2 | 15 | 4:32  | 31,5:58,5 |

## Entscheidungen
|     | Chinesischer Mannschaftsmeister: Shandong Torch Real Estate |
|     | Absteiger in die Division B: Qingdao Haiyang Chemical Co.   |
| (M) | Meister der letzten Saison                                  |
| (N) | Aufsteiger der letzten Saison                               |

## Kreuztabelle
| Ergebnisse | Ergebnisse                    | 01. | 01. | 02. | 02. | 03. | 03. | 04. | 04. | 05. | 05. | 06. | 06. | 07. | 07. | 08. | 08. | 09. | 09. | 10. | 10. |
| ---------- | ----------------------------- | --- | --- | --- | --- | --- | --- | --- | --- | --- | --- | --- | --- | --- | --- | --- | --- | --- | --- | --- | --- |
| 01.        | Shandong Torch Real Estate    |     |     | 2½  | 3½  | 2   | 3½  | 2   | 4½  | 2½  | 4   | 3   | 3½  | 3   | 3½  | 3   | 4   | 3   | 4½  | 3½  | 3½  |
| 02.        | Beijing Patriots              | 2½  | 1½  |     |     | 3   | 3½  | 4   | 3   | 2½  | 2½  | 3   | 3½  | 3½  | 3½  | 3   | 4   | 4   | 2½  | 1½  | 4   |
| 03.        | Shanghai Guan Sheng Yuan Intl | 3   | 1½  | 2   | 1½  |     |     | 1   | 2½  | 3   | 3½  | 3   | 2½  | 4   | 3½  | 2½  | 2   | 3½  | 2½  | 4   | 4   |
| 04.        | Guangdong Jinze Weihan        | 3   | ½   | 1   | 2   | 4   | 2½  |     |     | 2½  | 2½  | 2½  | 2   | 3½  | 2½  | 2½  | 3   | 4   | 3   | 3   | 3   |
| 05.        | Tianjin Nankai University     | 2½  | 1   | 2½  | 2½  | 2   | 1½  | 2½  | 2½  |     |     | 1½  | 3   | 3   | 2   | 3½  | 2½  | 3½  | 2½  | 3½  | 3   |
| 06.        | Chongqing Mobile              | 2   | 1½  | 2   | 1½  | 2   | 2½  | 2½  | 3   | 3½  | 2   |     |     | 3   | 3   | 2½  | 1½  | 3   | 4½  | 3   | 2½  |
| 07.        | Jiangsu Netcom                | 2   | 1½  | 1½  | 1½  | 1   | 1½  | 1½  | 2½  | 2   | 3   | 2   | 2   |     |     | 4½  | 4   | 4½  | 4   | 4½  | 3½  |
| 08.        | Hebei Tianwei School          | 2   | 1   | 2   | 1   | 2½  | 3   | 2½  | 2   | 1½  | 2½  | 2½  | 3½  | ½   | 1   |     |     | 4   | 2½  | 3½  | 3   |
| 09.        | Wuxi Tiancheng Real Estate    | 2   | ½   | 1   | 2½  | 1½  | 2½  | 1   | 2   | 1½  | 2½  | 2   | ½   | ½   | 1   | 1   | 2½  |     |     | 3   | 2½  |
| 10.        | Qingdao Haiyang Chemical Co.  | 1½  | 1½  | 3½  | 1   | 1   | 1   | 2   | 2   | 1½  | 2   | 2   | 2½  | ½   | 1½  | 1½  | 2   | 2   | 2½  |     |     |

Anmerkung: An erster Stelle steht jeweils das Ergebnis des Hinspiels, an zweiter Stelle das des Rückspiels.

## Die Meistermannschaft
| 1.            | Shandong Torch Real Estate                                                    |
| Schachfiguren | Bu Xiangzhi, Zhao Jun, Wen Yang, Chen Peng, Hou Yifan, Zhang Jilin, Zhou Min. |